# Signe Brunnstrom
Signe Brunnstrom, de nacimiento Anna Signe Sofia Brunnström, (Estocolmo, 1 de enero de 1898–Darien, 21 de febrero de 1988) fue una fisioterapeuta, científica y educadora sueco-estadounidense. Más conocida por su descubrimiento sobre la secuencia de etapas de recuperación de la hemiplejia después de un accidente cerebrovascular, que más tarde se conocería como Enfoque de Brunnstrom; y por sus observaciones en la carga de peso del muslo y el pie.

## Trayectoria
Brunnstrom nació en la Ciudadela de Estocolmo. Era la segunda hija de Hedwig Lidman y del capitán Edwin Brunnström. A los 16 años, ingresó al Upsala College en los Estados Unidos para estudiar ciencias, geografía, historia y gimnasia, y se graduó en 1917. Luego inició su formación en el Real Instituto Central de Gimnasia de Estocolmo, encargado de promover la educación física y en el que aprendió ejercicios médicos, que en ese momento se conocían cómo «gimnasia sueca», creada por Pehr Henrik Ling. En 1919, obtuvo el título de fisioterapeuta, la especialidad que mejor salida laboral tenía para las profesionales de aquel momento en comparación con la de educadora física, a quienes les resultaba difícil encontrar trabajo, e incluso cuando lo encontraban, ganaban menos dinero que sus homólogos masculinos. Así, Brunnstrom optó por la rama de fisioterapia y trabajó en el Medevi Brunn, el balneario más antiguo y grande de Suecia.
En 1920, se mudó a Suiza y un año después estableció su propia clínica en Lucerna, donde trabajó con niños con escoliosis y poliomielitis. Durante esta etapa, también alquiló un gimnasio en el que dictaba clases de educación física a las trabajadoras de las fábricas cercanas.
Se mudó a Nueva York en 1927 y comenzó a trabajar como fisioterapeuta en el Hospital for the Ruptured and Crippled (hoy conocido como Hospital for Special Surgery). Además, trabajó como instructora en el gimnasio de MetLife. Ingresó a la Barnard College en 1931 y estudió química e inglés. Posteriormente obtuvo una maestría en educación y fisioterapia de la Universidad de Nueva York.
Durante la Segunda Guerra Mundial, perteneció al Cuerpo Aéreo del Ejército de los Estados Unidos en Texas y posteriormente, se convirtió en la jefa del departamento de fisioterapia del Centro Médico Militar Nacional Walter Reed. Sus técnicas de rehabilitación quedaron registradas en una serie de vídeos de instrucción militar. Fue profesora en la Universidad de Columbia y trabajó junto al ortopedista Henry Kessler, en el Kessler Institute of Rehabilitation.
Publicó su primer artículo, Faulty Weight Bearing with Special Reference to the position of the Thigh and the foot, en 1935. Posteriormente, publicó varios artículos de investigación, reseñas de libros y películas sobre entrenamiento protésico, kinesiología y terapia del movimiento. También tradujo obras de algunos kinesiólogos estadounidenses y europeos.
Se convirtió en ciudadana estadounidense en 1934, momento en el que cambió su nombre a Signe Brunnstrom. Murió en 1988 en Estados Unidos.

## Obra
- 1956 - Training of the Lower Extremity Amputee. ISBN 9780398043087.[7]
- 1970 - Movement Therapy in Hemiplegia: A neurophysiological approach. ISBN 9780061405471.[8]
- 1972 - Clinical Kinesiology. ISBN 9780803613010.[9]
- 1979 - Reeducación motora en la hemiplejia, Traducción. ISBN 9788470921452.[10]
- 1983 - Brunnstrom's clinical kinesiology. ISBN 9780803655294.[11]

## Reconocimientos
Al finalizar la Segunda Guerra Mundial, la Armada de los Estados Unidos, le otorgó a Brunnstrom una condecoración militar por sus actos de heroísmo o servicio meritorio.
Desde 1987, la American Physical Therapy Association (APTA) otorga anualmente el Signe Brunnstrom Award for Excellence in Clinical Teaching, a un fisioterapeuta que haya participado activamente en la enseñanza clínica de la educación de terapia física durante un mínimo de 5 años.